# RMS Cedric
Az RMS Cedric a White Star Line egyik utasszállító óceánjárója volt, a Big Four becenevű, egyenként több mint 20 000 tonna összsúlyú hajónégyes második tagja (a másik három gőzös a Celtic, a Baltic és az Adriatic voltak). 1902-ben építették a belfasti Harland és Wolff hajóépítő üzemben, a szolgálatot 1903-ban kezdte meg. A 21 073 tonnás gőzös 213 méter hosszú volt, szélessége pedig 22 méter volt. Két kéménnyel, négy árbóccal és két hajócsavarral felszerelve 16 csomós sebességre volt képes. A gőzösön három osztály működött az utasok számára, az első osztályon 425-en, a másodosztályon 450-en, a harmadosztályon pedig 2000-en utazhattak. Az óceánjáró pályafutása során szinte kizárólag Liverpool és New York között közlekedett. 1931-ben kivonták a flottából, a következő évben Skóciában feldarabolták.

## Története

### Építése és korai évek
A Cedric a Harland és Wolff belfasti hajóépítő üzemében épült 337-es számmal, a Big Four nevű, egyenként több mint 20 000 tonna összsúlyú hajónégyes második tagjaként.
1902. augusztus 21-én bocsátották vízre, a White Star Line pedig 1903. január 31-én vette át. Ekkor az összsúlyt nézve a világ legnagyobb hajójaként tartották számon. A korábban készült testvérhajójával, a Celtickel néhány részletet leszámítva szinte megegyezésig hasonlítottak. Ilyen eltérés volt például, hogy a Cedricet többek között, egyedüliként a Big Four tagjai közül, Welin csónakdarukkal szerelték fel, emellett pedig 71 tonnával nyomott többet, mint idősebb testvére. Első útjára Liverpool és New York között került sor 1903. február 11-én, az Atlanti-óceánt egy hét alatt szelte át. A következő télen öthetes körútra indult a Földközi-tengeren, amely út a későbbiekben  majdnem minden évben megismétlődött. Az év többi részében azonban a Cedric kizárólag Liverpool és New York között közlekedett. 1903 novemberében szárnyra kelt egy olyan szóbeszéd, miszerint a gőzöst, ami akkor a társaság vezérhajója volt, elsüllyesztette a Titan, és az összes rajta utazó életét vesztette. A White Star Line biztosította a hozzátartozókat, hogy a pletykáknak nem lehet biztosan hinni, mivel "a Cedric egy elsüllyeszthetetlen alkotás". Akkoriban az Olympic osztályú óceánjárókról is hasonló rémhíreket terjesztettek, hogy közülük kettő is el fog süllyedni. Ami a Cedric katasztrófájáról szóló pletykákat illeti, november 26-án bebizonyosodott, hogy hamisak, ekkor ugyanis a gőzös megérkezett New Yorkba.
A következő 11 évben nagyobb ismert baleset nélkül a transzatlanti útvonalon szállított utasokat. Amikor a Titanic 1912. április 15-ére virradó éjjel elsüllyedt, a Cedric épp New Yorkban volt. A Carpathia, amely a katasztrófa túlélőivel oda igyekezett, üzent a Cedricnek, hogy várja meg míg beérkezik a kikötőbe. Sok szerencsétlenül járt, köztük a vállalat vezetője, J. Bruce Ismay, is, azonnal vissza akart térni Angliába. Ám az amerikai vizsgálóbizottság magához rendelte Ismay-t amint Amerikába érkezett, és így nem utazhatott. Sokan azonban, akiknek nem kellett rögtön megjelennie a bizottság előtt, a Cedric fedélzetén tértek vissza Liverpoolba.

### Az első világháború alatt
A luxusgőzös háború előtti utolsó útjára 1914. október 21-én került sor, szintén Liverpool és New York között. Ezután segédcirkálóvá alakították és megkezdte szolgálatát a 10. Cirkálórajban (10th Cruiser Squadron), többek között a Celtic és a Teutonic társaságában. Utóbbival az A járőrszolgálatot teljesítette. 1916 és 1917 telén csapatokat szállított Egyiptomba és az Amerikai Egyesült Államokba.
Ezek után a "Liner Requisition Scheme" keretein belül ismét utasokat szállított. 1918. január 29-én összeütközött a Montreallal. Utóbbit el kellett vontatni a helyszínről, de végül másnap elsüllyedt, 14 mérföldre a mersey bar-i jelzőhajótól. A gőzöst 1919 szeptemberében visszaalakították háború előtti állapotának megfelelően és visszatért eredeti szolgálatához.

### A háború után

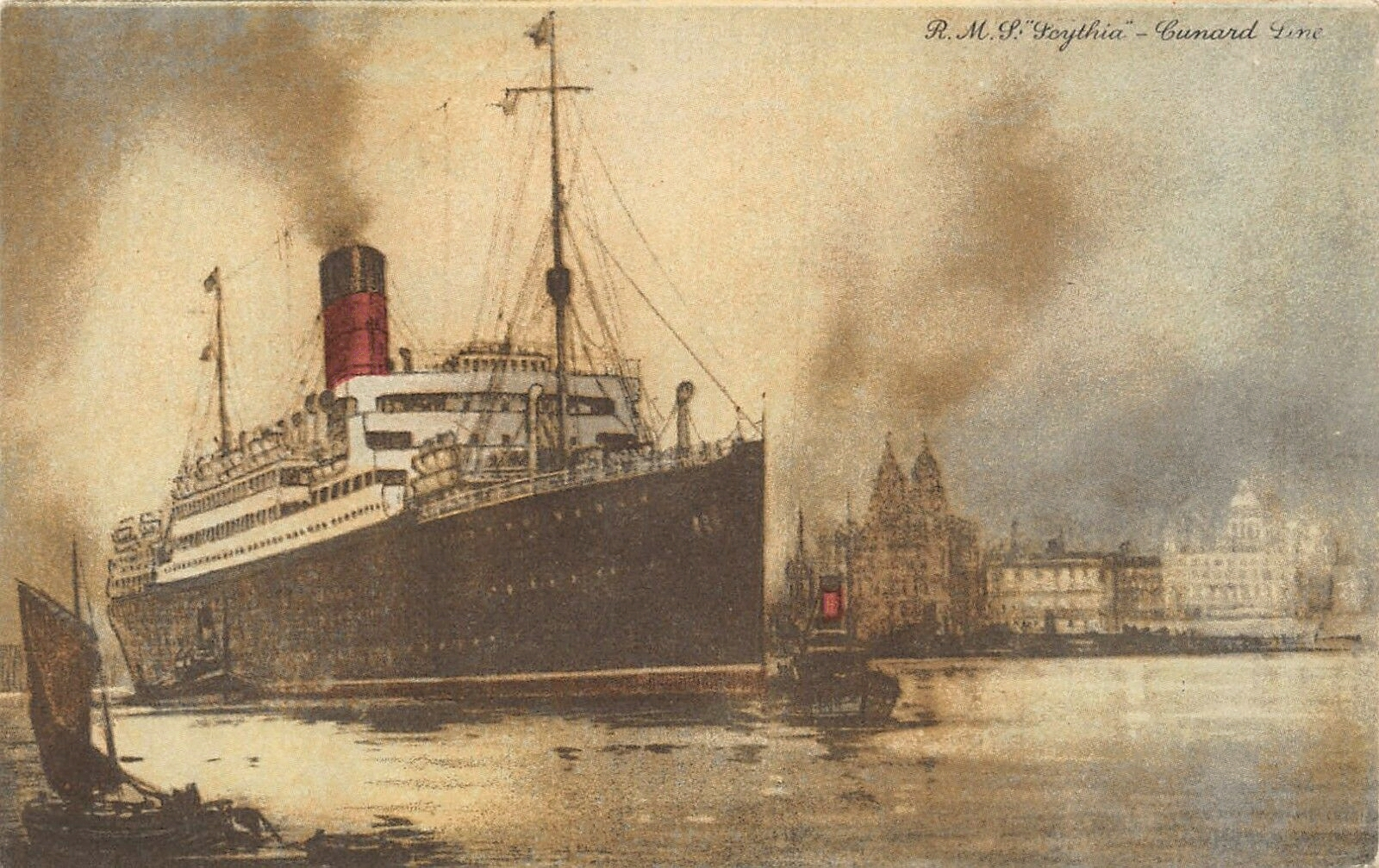
A Cunard Line Scythia nevű gőzöse, amivel a Cedric 1923-ban összeütközött.

Az 1919 szeptemberében leszerelt hajót nemcsak visszaalakították a békeidőkhöz megfelelően és visszaszerelték a díszítéseket, hanem a kabinokat is átalakították, aminek köszönhetően az első osztályon 347, a másodosztályon 250, a harmadosztályon pedig 1000 utast tudott szállítani. Ekkorra már az amerikai bevándorlási törvények miatt egyre kevésbé volt kifizetődő a harmadik osztályon bevándorlókat szállítani. 1923. szeptember 30-án a nagy ködben összeütközött a Cunard Line Scythia nevű hajójával Cobh kikötőjében. Bár egyikük sem süllyedt el, a két gőzösben jelentős károk keletkeztek. A Cedricet hamar megjavították, és folytatta a szolgálatot a Liverpool–New York útvonalon. 1926-ban megszüntették a korábbi kabinosztályokat, és helyette a kabin-, turista- és harmadosztályt vezették be.
Az óceánjáró az általa oly jól ismert Liverpool és New York közötti útvonalat 1931. szeptember 5-én tette meg utoljára. A következő évben 22 150 fontért eladták a Thos. W. Ward nevű cégnek. 1932. január 11-én indult el Liverpoolból Inverkeithingbe, ahol feldarabolták. A Big Four második tagja így másodikként került ki a cég flottájából.

## ACedricjellemzői
A Cedric sokkal impozánsabb lett, mint a Celtic, az első osztályon is több kabint alakítottak ki. A luxusgőzösnek két sárgás színű kéménye volt, fekete csíkkal szegélyezve, melyek mellett négy árbóc is a magasba emelkedett. A hajótest fekete festést kapott, a felépítmény pedig fehéret.
Az óceánjáró belsejében számos luxusberendezés, illetve dísz kapott helyet. Az utasoknak szalon, kávézóterasz, hatalmas üvegablakokkal ékesített olvasó- és írószalon, festett üvegablakokkal díszített dohányzó és üvegtetős étkező állt rendelkezésükre. A hajónak saját zenekara is volt.
A Cedric technikai jellemzőiben is nagyon hasonlított idősebb testvérére. Két hajócsavar hajtotta, amiket négyszeres expanziójú gőzgépek működtettek. Átlagsebessége 16 csomó volt, a maximális pedig 17 csomó. A Big Four-négyesből azonban ő volt az egyetlen, amelyet Welin csónakdarukkal szereltek fel (ilyenek voltak a Titanicon is).

## Fordítás
Ez a szócikk részben vagy egészben  a   RMS Cedric című francia Wikipédia-szócikk ezen változatának fordításán alapul.  Az eredeti cikk szerkesztőit annak laptörténete sorolja fel. Ez a jelzés csupán a megfogalmazás eredetét és a szerzői jogokat jelzi, nem szolgál a cikkben szereplő információk forrásmegjelöléseként.